# Lauritzenia tenuifusus
Lauritzenia tenuifusus är en kvalsterart som först beskrevs av Berlese 1916.  Lauritzenia tenuifusus ingår i släktet Lauritzenia och familjen Haplozetidae. Inga underarter finns listade i Catalogue of Life.